# Gwenaëlle Aubry

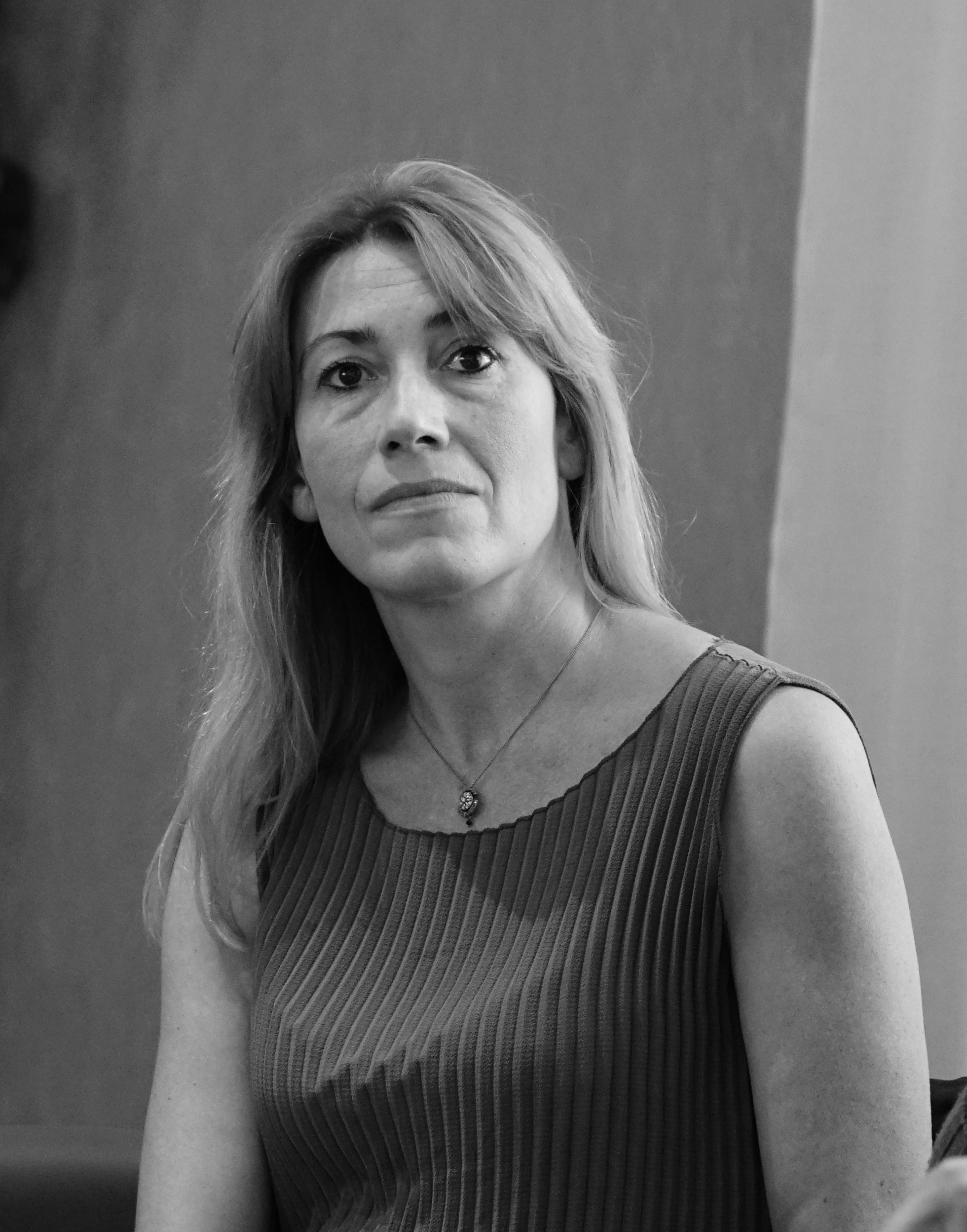
Gwenaëlle Aubry

Gwenaëlle Aubry (ur. 2 kwietnia 1971) – francuska filozof i pisarz.

## Życiorys
Podejmowała studia na École Normale Supérieure w Paryżu, a później w Trinity College na Uniwersytecie Cambridge, gdzie uzyskała stopień doktora nauk filozoficznych. W latach 1999–2002 wykładała filozofię starożytną na Uniwersytecie Nancy 2. Od 2002 roku, jest pracownikiem naukowym CNRS. W swojej naukowej karierze prowadziła także wykłady na Sorbonie w Paryżu.
Opublikowała kilka książek i artykułów na temat filozofii starożytnej i jej współczesnej recepcji, oraz tłumaczyła dzieła Plotyna.
W 2009 roku została laureatką francuskiej nagrody literackiej Prix Femina za książkę "Personne", opowiadającej historię jej ojca cierpiącego na depresję maniakalną. Książka ta napisana została na podstawie osobistych wspomnień Gwenaëlle Aubry, oraz dziennika jej ojca, który znalazła po jego śmierci. Wyłania się z niego obraz człowieka obcego dla świata i dla samego siebie.

## Publikacje
- Le Diable détacheur, Actes Sud, bourse Cino del Duca 1999
- L'Isolée, Stock, 2002
- L'Isolement, Stock, 2003
- Plotin. Traité 53 (I, 1) Introduction, translation, commentary and notes, Cerf, Collection Les Ecrits de Plotin, 2004
- Notre vie s'use en transfigurations, Actes Sud, 2007
- Le (dé)goût de la laideur , Mercure de France, 2007
- Dieu sans la puissance: Dunamis et Energeia chez Aristote et chez Plotin (essai), Vrin, 2007
- Personne, Mercure de France, 2009